# Brian Mariana
Brian Mariana es un deportista estadounidense que compitió en judo. Ganó una medalla de plata en el Campeonato Panamericano de Judo de 1994, en la categoría de –60 kg.

## Palmarés internacional
| Campeonato Panamericano | Campeonato Panamericano   | Campeonato Panamericano | Campeonato Panamericano |
| Año                     | Lugar                     | Medalla                 | Categoría               |
| ----------------------- | ------------------------- | ----------------------- | ----------------------- |
| 1994                    | Santiago de Chile (Chile) | Medalla de plata        | –60 kg                  |